# Гай Веттий Аквилин Ювенк
Ювенк — (Гай Веттий Аквилин Ювенк; лат. Juvencus) — древнехристианский писатель IV века. Происходил из знатного рода и был священником в Испании. С его именем сохранилось написанное при Константине Великом (около 330 г.) стихотворное переложение Евангелия (исп. Historia evangelica или исп. Evangeliorum libri IV).

## Евангелие
Соображения, которыми Ювенк руководствовался при составлении своего труда, он разъясняет в прологе, где говорит, что если в мире нет ничего вечного, то наиболее долго сохраняется в нём воспоминание о выдающихся поступках людей и об их добродетелях. Глашатаями их славы являются поэты, как, например, Гомер и Вергилий, которые и сами таким образом приобретают себе продолжительную и громкую известность. А если достигли славы языческие поэты, допускавшие в своих произведениях разного рода ложь, то вечная хвала должна достаться в удел такому произведению, содержанием которого служат истинные и достоверные факты из земной жизни Спасителя. В выборе материала Ювенк примыкает ближе всего к первому евангелию, заимствуя некоторые данные из третьего и четвёртого. В изложении Ювенк подражает преимущественно Вергилию, затем Лукрецию и Стацию, ему известны также Овидий, Лукан и Гораций. Некоторые места и выражения евангелия, кажущиеся Ювенку слишком резкими, он старается смягчить и сгладить. Таковы те эпизоды, где Спаситель гневается, слова Марфы об её умершем брате Лазаре: «уже смердит» у Ювенка передаются так: «Мне кажется, что его тело, лишённое движения, начинает сообщать разлагающимся членам неприятный запах».
Слог Ювенка отличается поразительной простотой и ясностью и этим выгодно отличается от позднейшей напыщенности и искусственности христианской поэзии и прозы. В технике стиха Ювенку не удалось избежать значительных просодических ошибок. В общем поэма Ювенка, не блещущая особыми художественными достоинствами, занимает одно из видных мест в древнехристианской литературе. Деление поэмы на 4 почти равные книги — чисто внешнее и сделано, вероятно, после написания всего произведения, в подражание делению Евангелия. По свидетельству блаженного Иеронима, Ювенк написал ещё несколько произведений, относящихся к чину таинств, но они не дошли до нас и, вероятно, погибли весьма рано. Лучшая рукопись Ювенка находится в Кембридже и относится к VII в.